# Serments de Strasbourg
Les Serments de Strasbourg (Sacramenta Argentariæ), datant du 14 février 842, signent l'alliance militaire entre Charles le Chauve et Louis le Germanique, contre leur frère aîné, Lothaire Ier. Ils sont tous trois les fils de Louis le Pieux, lui-même fils de Charlemagne. Ces serments précèdent d'un an le traité de Verdun, lequel sera d'une importance géopolitique considérable.
Louis le Germanique prononce son serment en langue romane pour être compris des soldats de Charles le Chauve qui récite le sien en langue tudesque pour qu'il soit entendu des soldats de son frère. Chacune des armées prononce aussi un serment, s'engageant à ne pas suivre son chef s'il venait à trahir le serment qu'il vient de prêter. L'ensemble de ces quatre serments est inclus dans un narratif en latin.
Le texte en roman des Serments a une portée philologique et symbolique essentielle, puisqu'il constitue, pour ainsi dire, « l'acte de naissance de la langue française »,, dans le cadre d'un accord politique d'envergure historique.

## Contexte historique
Lothaire Ier, l'aîné des trois frères, revendique le titre d'empereur d'Occident, hérité de leur père Louis le Pieux et restauré par leur grand-père, Charlemagne. Charles et Louis refusent de le reconnaître comme leur suzerain. Lothaire tente d'envahir les États de ses cadets. Ceux-ci se liguent alors contre lui et le battent à Fontenoy-en-Puisaye en juin 841. Pour renforcer leur alliance, Louis le Germanique et Charles le Chauve se rencontrent en février 842 sur le lieu actuel de la plaine des Bouchers dans le quartier de la Meinau à Strasbourg et y prêtent serment contre leur frère Lothaire. En août 843, le traité de Verdun met fin à l'hostilité qui régnait entre les trois frères et dessine la carte de l'Europe pour les siècles suivants.
Les Serments de Strasbourg n'ont pas été conservés dans leur version originale mais sont retranscrits dans l'œuvre de Nithard, L'Histoire des fils de Louis le Pieux. Nithard était un petit-fils de Charlemagne, par sa mère Berthe. Il se battait aux côtés de son cousin Charles le Chauve et écrivit ces quatre livres qui relatent la guerre civile à laquelle il a donc participé. Mort en juin 844 dans une embuscade tendue par Pépin II d'Aquitaine, il est donc contemporain de son témoignage mais celui-ci est aussi partisan : il reflète bien le point de vue de Louis et de Charles, selon lequel tout le mal vient de Lothaire qui ne respecte ni la parenté, ni la religion, ni la justice.
Les serments sont prêtés non pas entre rois (terme qui n'apparaît pas) mais entre des seigneurs accompagnés de leurs fidèles qui se portent garants de leurs engagements. Il s'agit d'un contrôle effectif des actes du « chef » par ses hommes, promouvant l'idée d'un pacte établi entre le futur roi et ses fidèles.
Même s'ils sont de moindre importance que le traité de Verdun qui les suit de peu, les Serments de Strasbourg sont primordiaux du point de vue de l'histoire linguistique, car ils sont une des premières attestations écrites de l'existence d'une langue romane en Francie occidentale (ici l'ancêtre de la langue d'oïl) et d'une langue tudesque. Le médiéviste Philippe Walter écrit :

« Ils constituent le plus ancien texte français conservé. Ce n'est évidemment pas de la littérature mais un document politique de premier ordre pour comprendre l'accession à l'écriture de la langue dite « vulgaire ». »

## Les manuscrits
Le texte de Nithard n'est aujourd'hui connu que par deux manuscrits. Ils se trouvent aujourd'hui tous deux à la Bibliothèque nationale de France.
Le plus ancien manuscrit a été copié vers l'an 1000, sans doute pour l’abbaye de Saint-Médard de Soissons ou celle de Saint-Riquier, près d'Amiens. Au XVe siècle, il est en possession de l'abbaye Saint-Magloire de Paris. Vers 1650, il est acheté pour le compte de la reine Christine de Suède et transféré à Rome ; il est acquis après la mort de la reine par la bibliothèque du Vatican. À la suite de la prise de Rome par les Français en 1798, il est transporté à Paris avec tout un lot de manuscrits saisis. Napoléon restituera ensuite la plupart de ces manuscrits, mais pas celui-ci. Déposé enfin à la Bibliothèque nationale de France, il y porte la cote Latin 9768. Le texte des Serments se trouve au folio 13.
L'autre manuscrit, également conservé à la Bibliothèque nationale de France (Latin 14663) est une copie du précédent, réalisée au XVe siècle.

## Le serment de Louis et des troupes de Charles en langue romane
La langue romane ici retranscrite est encore à peine séparée du latin vulgaire. C'est un des premiers passages écrits dans une langue romane à être attesté.
Le texte prononcé par Louis le Germanique est :

« Pro Deo amur et pro christian poblo et nostro commun salvament, d'ist di en avant, in quant Deus savir et podir me dunat, si salvarai eo cist meon fradre Karlo et in aiudha et in cadhuna cosa, si cum om per dreit son fradra salvar dift, in o quid il mi altresi fazet, et ab Ludher nul plaid nunquam prindrai, qui meon vol cist meon fradre Karle in damno sit. »

Soit, en français contemporain : « Pour l'amour de Dieu et pour le peuple chrétien et notre salut commun, à partir d'aujourd'hui, autant que Dieu me donnera savoir et pouvoir, je secourrai ce mien frère Charles par mon aide et en toute chose, comme on doit secourir son frère, selon l'équité, à condition qu'il fasse de même pour moi, et je ne tiendrai jamais avec Lothaire aucun plaid qui, de ma volonté, puisse être dommageable à mon frère Charles. »
Les troupes de Charles le Chauve promettent :

« Si Lodhuvigs sagrament, que son fradre Karlo iurat, conservat, et Karlus meos sendra de suo part non lostanit, si io returnar non l'int pois : ne io ne neuls, cui eo returnar int pois, in nulla aiudha contra Lodhuvig nun li iv er. »

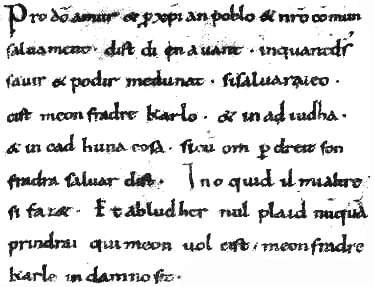
Un extrait des Serments de Strasbourg.

Soit, en français : « Si Louis observe le serment qu'il jure à son frère Charles et que Charles, mon seigneur, de son côté, ne le maintient pas, si je ne puis l'en détourner, ni moi ni aucun de ceux que j'en pourrai détourner, nous ne lui serons d'aucune aide contre Louis. (litt. : ni je ni nul que je puis en détourner, en nulle aide contre Louis ne lui je serai) »

## Le serment de Charles et des troupes de Louis en langue germanique
Cette langue germanique est une forme évoluée de francique parlée dans la région rhénane, dans laquelle Charles le Chauve promet :

« In Godes minna ind in thes christianes folches ind unser bedhero gealtnissi, fon thesemo dage frammordes, so fram so mir Got geuuizci indi mahd furgibit, so haldih tesan minan bruodher, soso man mit rehtu sinan bruodher scal, in thiu, thaz er mig sosoma duo ; indi mit Ludheren in nohheiniu thing ne gegango, the minan uuillon imo ce scadhen uuer[d]hen. »

 (NB : nohheiniu thing + uuerdhen = pluriel)
Soit, en français : « Pour l'amour de Dieu et pour le salut du peuple chrétien et notre salut à tous deux, à partir de ce jour dorénavant, autant que Dieu m'en donnera savoir et pouvoir, je secourrai ce mien frère, comme on doit selon l'équité secourir son frère, à condition qu'il en fasse autant pour moi, et je n'entrerai avec Lothaire en aucun arrangement qui, de ma volonté, puisse lui être dommageable. »
Les troupes de Louis le Germanique jurent :

« Oba Karl then eid, then er sinemo bruodher Ludhuuuige gesuor, geleistit, indi Ludhuuuig min herro, then er imo gesuor, forbrihchit, ob ih inan es iruuenden ne mag, noh ih noh thero nohhein, then ih es iruuenden mag, uuidhar Karle imo ce follusti ne uuirdit. »

Soit, en français : « Si Charles observe le serment qu'il a juré à son frère Louis et que Louis, mon seigneur, rompt celui qu'il lui a juré, si je ne puis l'en détourner, ni moi ni aucun de ceux que j'en pourrai détourner, nous ne lui prêterons aucune aide contre Charles. » (litt. : contre Charles lui à aide ne devient)

## La langue romane desSerments
Pour de nombreux philologues qui se sont penchés sur le sujet, la base du document est le latin, alors que pour d'autres spécialistes, il s'agit d'un texte original rédigé en langue maternelle, autonome par rapport au latin.

## Partitions successives de l'empire carolingien

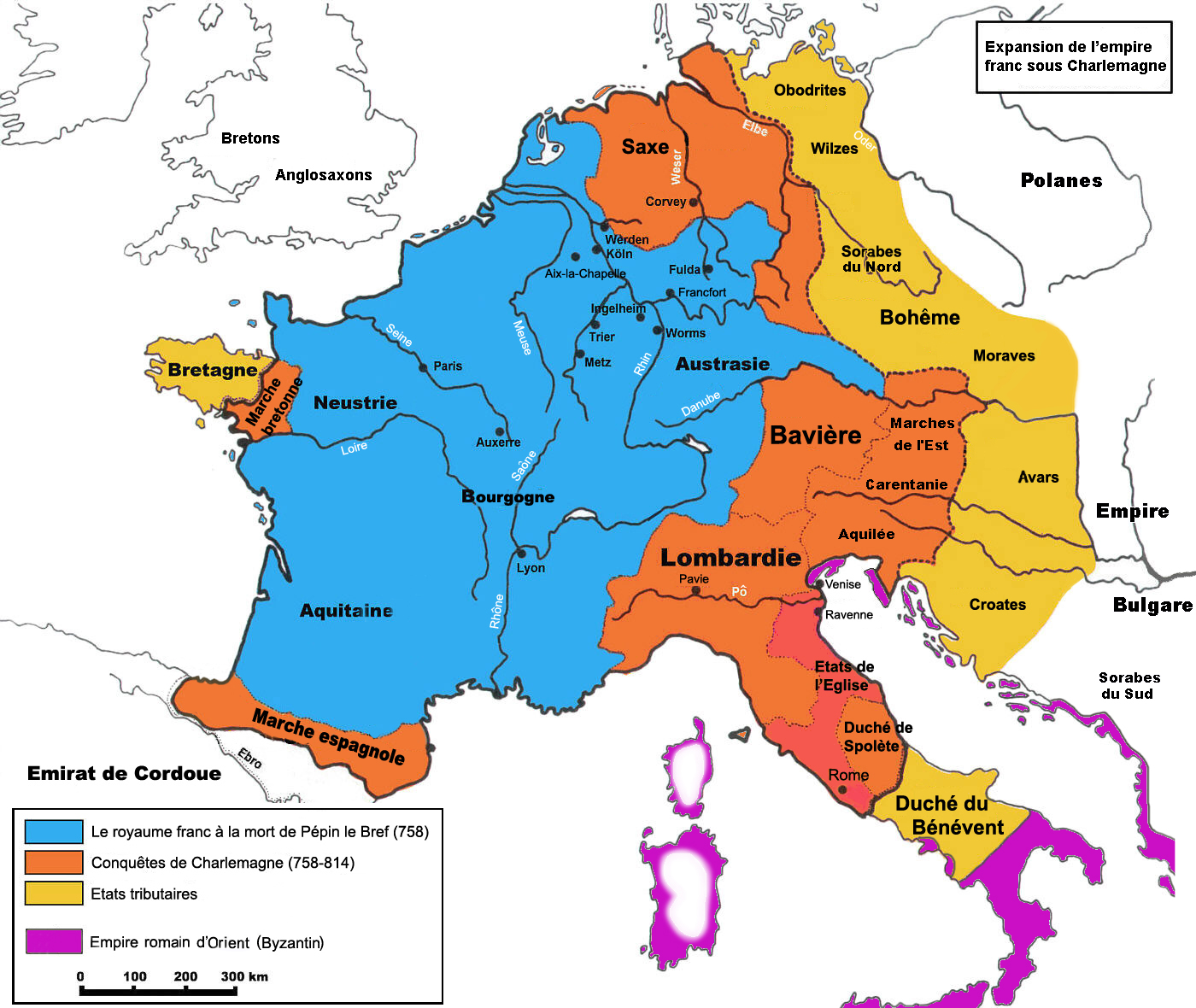
Carte rétrospective de l'empire carolingien sous Charlemagne.
Premier partage de l'Empire d'Occident par le traité de Verdun (843).
Traité de Prüm en 855, division de la part de Lothaire Ier entre ses trois fils.
Deuxième partage de l'Empire carolingien en 870, par le traité de Meerssen qui répartit la Lotharingie entre les deux Francies.
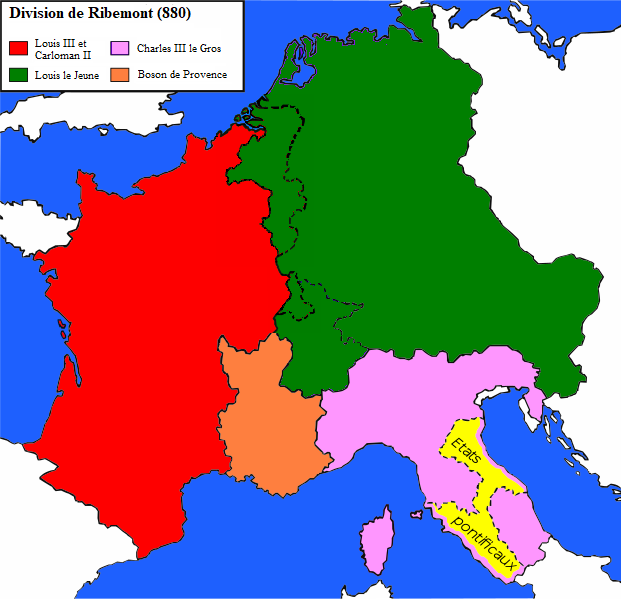
Troisième partage de l'Empire carolingien en 880, par le traité de Ribemont, la Francie orientale récupère les territoires de l'ex-Lotharingie.

## Débats autour desSerments

### Données externes
À partir du VIIe siècle, les textes rédigés en langue latine présentent les premiers traits caractéristiques des futures langues française, italienne, espagnole, etc. Vers 800 l'opposition entre latin écrit et langue parlée était reconnue par les contemporains eux-mêmes. Dans ce contexte, la question de la compréhension du latin par les fidèles lors des prédications est posée par les cinq synodes qui se tiennent en 813 en différents lieux. Les évêques se réunissent à Mayence et ils demandent aux prêtres de prêcher de façon que le peuple comprenne, c'est-à-dire en germanique, cependant qu'à Arles et à Chalon-sur-Saône où ils se réunissent également, leurs recommandations sont au contraire plus générales puisqu'elles encouragent l'utilisation du latin, d'un latin plus simple certes. Ce qui signifie globalement que la compréhension du latin ne posait guère de problèmes dans les futurs pays de langue d'oc. En revanche, à Reims et à Tours, les évêques recommandent respectivement que le prêche se fasse dans « la langue particulière » de la région et en rusticam Romanam linguam (« langue romane rustique »), ce qui indique que la population ne comprenait plus le latin dans ces régions du nord de la France, c'est-à-dire les futures régions de langue d'oïl.
La précocité de la langue d'oïl est illustrée par la Séquence de sainte Eulalie qui témoigne d'un usage écrit et littéraire dès le IXe siècle, c'est-à-dire près d'une quarantaine d'années après les Serments ; alors que les premiers textes dans les autres langues romanes ne sont pas antérieurs aux XIe et XIIe siècles, le plus ancien texte en langue occitane (ou en catalan), la Cançon de Santa Fe, date du XIe siècle.

### Note sur une phrase desSerments
Il y a une seule phrase de la version romane qui n’a pas d’équivalent dans la version germanique. C’est celle où Louis s’engage à soutenir Charles « et in aiudha et in cadhuna cosa ». Est-ce une négligence du copiste ? C’est l’explication la plus probable.
Que veut dire exactement cette formule ? On a remarqué son parallélisme avec le latin : « et consilio et auxilio », signifiant « en conseil et alliance (armée) ». Et même en grec homérique : « οὐδέ τί οἱ βουλὰς συμφράσσομαι, οὐδὲ μὲν ἔργον » / oudé tí hoi boulàs sumphrássomai, oudè mèn érgon, ni par mes conseils ni par mes forces » (L'Iliade, IX, 374).
In est un latinisme pour en qui apparaît au début « d'ist di en avant ». Ensuite, aiudha, issu du latin populaire *aiuta (différent du latin classique adjutat), d'où l'ancien français aiue / aïe « aide » ; le digramme dh note consonne fricative dentale sonore, même chose dans cadhuna, issu du latin *catuna (cata + una), d'où l'ancien français chaün, cheün « chaque », avec cependant le maintien du ca- initial alors qu'on attendrait déjà à cette époque cha- / che-, il faut peut-être y voir une forme picarde ou wallo-picarde. L'isoglosse de ce trait phonétique est connu sous le nom de ligne Joret. Cosa, en roman du IXe siècle, pouvait avoir un des sens du latin causa « procès, débat », sens qui s’est conservé en français dans l'expression « plaider une cause » (le terme cause en français est un emprunt savant au latin classique, avec francisation de la finale -a > -e [ø]). Le sens général est donc : le soutenir, soit dans les délibérations, soit par force armée.
Quel pouvait être l’équivalent en langue tudesque ? Par un heureux hasard, il a peut-être été conservé dans un texte très différent, mais quasi contemporain des Serments : le Chant de Hildebrand (Hildebrandslied). Ce fragment poétique raconte la discussion, puis le combat mortel entre un père et un fils rangés dans deux armées opposées. Le père, Hildebrand, dit au fils qu’il n’a jamais eu un parent aussi proche que lui pour « dinc ni geleitos », assemblée ou escorte (armée). La formule était sans doute traditionnelle pour évoquer une alliance complète, et elle recoupe tout à fait les formules latine et romane.
Un mot n'a pas non plus son équivalent dans le texte germanique, il s'agit de nunquã dans « et ab Ludher nul plaid nunquam prindrai » (ligne 7), c'est-à-dire « je ne tiendrai jamais avec Lothaire aucun plaid » ou « je ne conclurai jamais un accord avec Lothaire ». Ce nunquam représente une forme archaïque de l'ancien français nonque « jamais » (variantes nonc, nonques). Il est transcrit ici à la manière latine, puisque l'étymon latin est précisément nunquam sans changement.
Ces deux éléments sont l'affirmation, certes discrète, d'une spécificité et du caractère autonome du texte de chacune de ses langues par rapport aux deux autres.

### Nature de la langue
La langue romane des Serments appartient globalement au gallo-roman.
Quelques tentatives, généralement anciennes, ont essayé de montrer que le texte roman constituait un témoignage précoce de la langue d'oc, et ce, sur la base de quelques mots du texte qui semblent à première vue plus proches de formes d'oc que de formes d'oïl, par exemple : sagrament « serment » (occitan moderne sagrament « sacrement ») ; poblo « peuple » (occitan moderne pòble) ; sendra (du latin senior) et l'utilisation de la préposition ab (dans « et ab Ludher », occitan moderne amb « avec » - ab en occitan ancien), qui ne s'emploie pas en ancien français au sens comitatif d'« avec ».
En outre, une manière de lire certains éléments du texte, par exemple nul plaid nunquã prindrai (voir supra) et non lostanit, peut le laisser penser. Dans le premier exemple, considérer nunquam comme un latinisme serait une erreur. Les auteurs du texte avaient le choix entre l’ancien français nonque (voir la Séquence de sainte Eulalie) et l’ancien occitan nunqua. Le latinisme nunquam n’a par conséquent pas de raison d'être. Le tilde sur le a de nunquam exprime un me enclitique. Cette pratique des scribes médiévaux nous est expliquée par la paléographie occitane. Il s’agit d’une construction pseudo-pronominale typique de l’occitan,. Nous devrions lire nul plaid *nunqua·m prindrai, de même non lostanit devrait être lu non *lo·s tanit. Il s’agit également d’une construction pseudo-pronominale. Ces constructions occitanes sont encore vivantes dans la langue d'aujourd'hui. Enfin des considérations historiques semblent aller dans ce sens : les troupes de Charles le Chauve, comme nous le dit le chroniqueur Nithard, venaient majoritairement non pas du nord de la Gaule, mais d’Aquitaine, région située en grande partie dans le domaine de la langue d'oc. En revanche, dans l'exemple nul plaid nunquã prindrai, le mot plaid « convention, accord, engagement » est ensuite attesté dans la Chanson de Roland au sens de « assemblée réunie autour du roi des Francs, ici, dans des fonctions judiciaires » et « jugement, procès » et prindrai « prendrai » ressemble davantage à une forme picarde (picard prindre « prendre »).
Des recherches ultérieures montrent que les termes cités plus haut, peuvent être des archaïsmes de la langue d'oïl, par exemple : sagrament est très proche du mot sacrament « sacrement », attesté par ailleurs en ancien français au Xe siècle et peut très bien représenter une forme antérieure, intermédiaire entre l'ancien français sairement « serment » (attesté vers 1160) et l'ancien français sacrament « sacrement » (la lénition de [c] latin devant [r] est observée régulièrement en français dans le groupe /acr/ latin et suppose un stade /agr/, puis /ai(g)r/ comme dans « maigre » issu du gallo-roman MACRU, accusatif latin macrum, dont la forme plus régulière maire est trouvée dans certains textes du nord-est de la France, cf. aussi flagrare devenu « flairer ») ; poblo serait une forme antérieure à poble, attestée en très ancien français (Poble ben fist credrë in Deu dans La Vie de saint Léger), ainsi qu'une forme plus évoluée pueble ; sendra est un masculin au cas sujet singulier, attesté aussi plus tardivement sous la forme sendre, à laquelle va se substituer sire ultérieurement. [ə] final atone est noté -a dans le plus ancien français, ainsi parallèlement à sendra, trouve-t-on pedra « père » dans la Vie de saint Alexis. Ab dans « et ab Ludher » peut être expliqué par une mauvaise latinisation du vieux français a « à », préposition, comme dans l'expression prendre plait a quelqu'un.
En revanche, des formes plus évoluées phonétiquement sont typiques de la seule et unique langue d'oïl. Ainsi le [p] latin intervocalique est passé à [v] dans savir « savoir » (≠ vieil occitan saber, occitan moderne saber, saupre). Le [a] final latin se réduit à [e] devant une palatale fazet (≠ ancien occitan faza, latin faciat), [au] latin est passé à [o] dans cosa « chose » (≠ occitan causa « chose »), la 3e personne du subjonctif du verbe être (*siat en latin vulgaire) est notée sit (≠ ancien occitan sia). En outre, la graphie -dh- rencontrée dans aiudha, cadhuna et Ludher note une consonne fricative dentale, issue de la lénition d'un [d] intervocalique qui va aboutir à un amuïssement complet en ancien français, ainsi aiudha devient aiue, puis aïe « aide » (en occitan moderne ajuda, aju[ð]a, vivaro-alpin ajua , « aide » qui est un latinisme < latin classique adjutat ≠ latin vulgaire *aiuta); cadhuna > ancien français chaün, cheün « chaque » (en occitan moderne caduna, ca[ð]un[a] « chacun[e] »), évolution semblable à catena > *cadena > *cadhena > chaiene > chaine (en occitan moderne cadena, ca[ð]ena, vivaro-alpin chadena, chaina, chaena, cheina). 
Certains mots de la langue d'oïl se retrouvent tels quels, comme plaid, encore vivant aujourd'hui quoique rare, et mieux connu par ses dérivés : plaider, plaidoyer. Il résulte de l'évolution phonétique du gallo-roman PLACITU (latin placitum « agrément, ordonnance »). D'autres encore sont peu reconnaissables de par leur évolution phonétique, ainsi dreit « droit » a subi au stade du moyen français l'évolution en droit propre aux dialectes centraux (francien), du nord-est et de Picardie, alors que les dialectes d'oïl du grand ouest ont conservé dreit (normand, gallo, angevin, poitevin et saintongeais) ou encore iv > français y (« in nulla aiudha contra Lodhuvig nun li iv er. ») issu du latin ibi « là, y ». D'autres termes ont disparu comme salvament (forme archaïque) que l'on retrouve de manière plus évoluée dans le français médiéval salvement « salut, conservation, félicité ». Il existe pourtant sous forme rélictuelle dans le terme de juridiction médiévale sauvement.
Sur le plan grammatical, l'ancien français est la seule langue au sein de la Romania à employer de manière systématique le pronom personnel sujet, par exemple : je dans les Serments sous la forme eo, io (il est généralement rendu par la désinence verbale en occitan : -i, ainsi que les formes irrégulières fau « je fais », vau « je vais »). En outre, l'ordre déterminant-déterminé que l'on rencontre dans le groupe pro christian poblo est un trait syntaxique plutôt caractéristique de la langue d'oïl et était davantage répandu en ancien français comme en témoigne par exemple un vers de la Chanson de Roland : Si recevrai la chrestiene lei (VI, 85). L'adjectif christian / chrestien se trouve devant le substantif, cette caractéristique permet d'opposer par exemple en toponymie les Neufchâteau, Neufchâtel d'oïl aux Castelnau occitans.
La question du dialecte ou de la langue des Serments a continué d’alimenter de nombreuses publications :
- Gaston Paris, s'appuyant par exemple sur la graphie ca-, ka- (ex : cadhuna, karle), et sur des formes comme prindrai « prendrai », toujours usuelles en picard, suppose que, le père de Nithard étant abbé de Saint-Riquier, donc originaire du Nord de la France, le fils en était l'auteur et écrivait naturellement en picard[29] ;
- Hermann Suchier démontre qu'il s'agit du lyonnais en se basant sur des formes comme poblo, ab et la conservation des -e et -a en finale, sauf après palatale (fazet)[30] ;
- Abraham Tabachowitz envisage l'hypothèse bas-lorraine, plus particulièrement messine, d'après les formes io, tanit, entre autres[25] ;
- plusieurs études ont orienté la recherche vers le poitevin en soulignant, comme en lyonnais, les formes poblo et ab, puis des formes comme sendra, le maintien des voyelles finales -o, -a, etc[31].

Cependant, de nombreux chercheurs s'interrogent sur le bien-fondé de ces conclusions contradictoires et sur la « sincérité » dialectale de la langue romane des Serments. Il s'agirait plutôt de la mise par écrit d'une sorte de koinè propre à la France du nord ou plutôt une langue transdialectale et cette forme écrite spécifique présenterait le caractère artificiel d'une langue de chancellerie. En tout cas, B. Cerquiglini constate qu'« aucune œuvre médiévale française (même archaïque) n'est rédigée selon l'usage linguistique d'une seule région dialectale »,.

## Autres textes contemporains desSerments
Il existe des textes plus anciens attestant de l'existence d'une langue romane écrite au nord de l'Empire carolingien, comme les Gloses de Cassel (environ VIIIe ou IXe siècle) ou les Gloses de Reichenau (VIIIe siècle) pour les plus célèbres. Ceux-ci, cependant, sont des glossaires, des listes de mots, et ne permettent pas de lire des phrases en langue romane.
Le second texte complet dans l'histoire de la langue française est la Séquence de sainte Eulalie qui date vraisemblablement de 880 ou 881. C'est le premier texte littéraire en langue d'oïl et, à ce titre, l'ancêtre de la littérature française.